# Zavalinë
Zavalinë es una localidad albanesa del condado de Elbasan. Se encuentra situada en el centro del país y desde 2015 está constituida como una unidad administrativa del municipio de Elbasan. A finales de 2011, el territorio de la actual unidad administrativa tenía 1622 habitantes.
La unidad administrativa incluye los pueblos de Zavalinë, Selte, Kamican, Jaranisht, Nexhan y Burrishtë.
Se ubica unos 20 km al sureste de la capital municipal Elbasan.